# Якимкин, Павел Борисович
Павел Борисович Якимкин (16 апреля 1982, Семипалатинск — 14 августа 2014) — российский военный. Герой России (звание присвоено посмертно «закрытым» указом).

## Биография
Родился в Семипалатинске. С сентября 1989 года учился в семипалатинской гимназии №6. В 1994 году семья Якимкиных переехала в пгт Ставрово Владимирской области РФ, где Павел в 1999 окончил общеобразовательную школу.
В 1999—2003 годах получал образование в юридическом институте при МЮ РФ.
После службы в армии в ВДВ в 2003—2004 годах служил по контракту. Участвовал в боевых действиях на Северном Кавказе.
Приговором Махачкалинского гарнизонного военного суда от 14 ноября 2012 года приговорён к году условно за избиение лейтенанта. 10 декабря 2012 года был назначен на должность начальника разведывательного отдела 6 ОТБр (базирующейся в Мулино).
Летом 2014 г. подразделения 6 ОТБр, в которой проходил службу Якимкин, применялись Россией в войне на востоке Украины. 14 августа Павел Якимкин погиб в бою с украинскими военными. Местом смерти офицера, по данным украинских СМИ вероятно, стали окрестности Луганского аэропорта. 
Похоронен во Владимире (аллея почётных захоронений Улыбышевского кладбища), отпевание проходило в Троицко-Никольском монастыре.

## Память
На здании школы в пгт. Ставрово, где учился П. Б. Якимкин, установлена мемориальная доска.